# ذئار القرعيات
ذِئَار القرعيات أو بَثْرَة الخيار نوع من الذئار وأحد مسببات الأمراض النباتية من البطيخ والخيار. يسبب مرض سرطان الأشجار الذي يمكن أن يؤثر على نبات الفصيلة القرعية مسبباً آفات على أجزاء مختلفة من النبات. يمكن أن يؤثر على الخيار والبطيخ والقرع والبطيخ واليقطين خاصة عندما يكون الطقس ممطرًا ورطبًا ودافئًا. يمكن أن ينتقل عن طريق البذور وكذلك التربة ويعيش بين المحاصيل. وينتشر أيضًا عن طريق إطعام خنفساء القثاء ورش الماء والأدوات والعمال. تشمل جهود مكافحة الفطريات ممارسة تدوير القرع لمدة عامين وزراعة أصناف مقاومة وحرق المحاصيل المصابة والمكافحة الدقيقة للأعشاب الضارة. تتوفر أيضًا تدابير التحكم الكيميائي.